# Дудин, Семён Емельянович
Семён Емелья́нович Ду́дин (1779, Санкт-Петербург — 31 августа 1825, Ижевский завод, Вятская губерния) — первый профессиональный ижевский архитектор. Считается пионером горнозаводского зодчества на Урале.

## Биография
Родился в семье крепостного князя Н. Ф. Голицына. В 1785 году отец определил шестилетнего сына в воспитательное училище при Академии художеств. Семён много раз получал первые места за рисование с натуры и дважды серебряные медали за архитектурные проекты. В 1797 году — дважды. Главным учителем и наставником Дудина в Академии был профессор А. Д. Захаров. Дудин окончил Академию в 1798 году, получив аттестат первой степени и шпагу, которые давали право на некоторые личные дворянские привилегии.
Работал в дирекции «приисков каменного угля и работ», стажировался у архитектора и поэта Н. А. Львова, был помощником А. Д. Захарова в Гатчине. В 1803 году за выполненную под его руководством «программу» получил Большую золотую медаль и был отправлен на стажировку в Италию, где учился в Риме у профессоров Кампорези и Аспруччи до ноября 1806 года.
По возвращении в Санкт-Петербург в начале 1807 года участвовал в строительстве Казанского собора. По рекомендациям президента петербургской Академии художеств и командира нескольких уральских заводов А. С. Строганова, знавшего о работе Дудина в Италии над проектом оружейного завода, и запросу инженера А. Ф. Дерябина был командирован в 1807 году на строительство Ижевского оружейного завода.
9 марта 1807 года Семён и Яков Дудины были зачислены в штат Ижевского завода. По прибытии на место, тщательно изучив требования жизни, молодой архитектор принялся за проектирование основных зданий завода и составление генерального плана «будущего города Ижа». Официально С. Е. Дудин был архитектором только Ижевского завода, но по факту с 1808 года занимался и развитием соседнего Воткинского завода. 20 января 1809 года проект был составлен и отправлен вместе с образцами первых ижевскиж ружей в Санкт-Петербург на утверждение Александру I. В основу генерального плана архитектор положил принцип поквартальной застройки с перпендикулярной сетью улиц, характерной для Васильевского острова, где родился Дудин. В ижевских постройках Дудина отмечают влияние проектов французского архитектора К. Леду, с которыми он знакомился во время заграничных стажировок.
Первая постройка Дудина в Ижевске — дом Дерябина. Также в городе им были построены главный корпус Ижевского оружейного завода, ставший первым на Урале многоэтажным промышленным зданием, здание арсенала (последняя работа архитектора), горная школа, Троицкая церковь, Александро-Невский собор и другие.
Дудин стал первым профессиональным архитектором на территории Удмуртии и Вятского края, основоположником уральского классицизма. Известно о 50 проектах и постройках зодчего. За успешную деятельность по проектированию и строительству «города Ижа» архитектор был награждён орденом Святой Анны III степени и орденом Святого Владимира IV степени.

## Последние годы

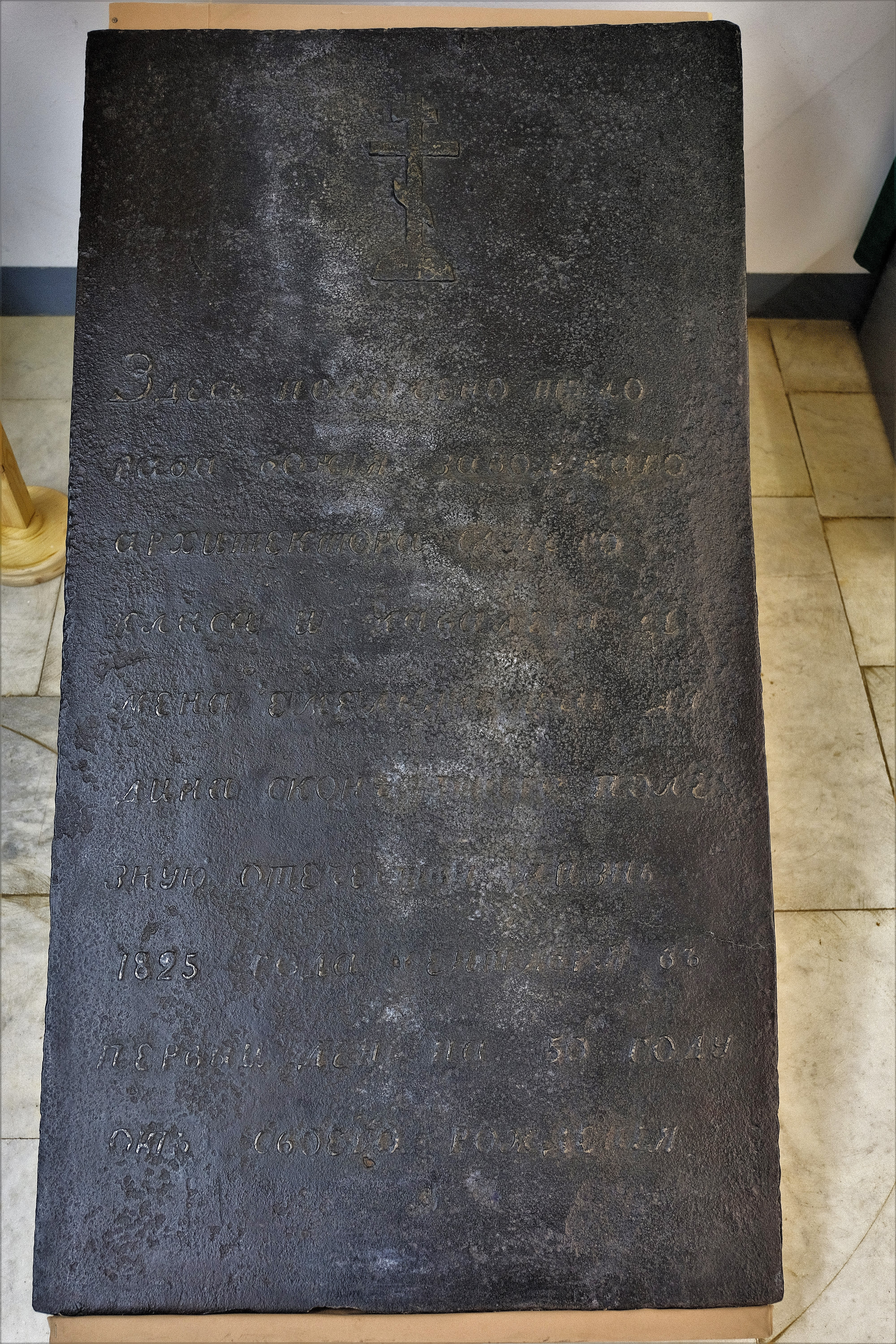
Надгробная плита в Националльном музее Удмуртии

В 1824 году С. Е. Дудин начал вести переговоры о переводе на должность архитектора Войска Донского в Новочеркасске. Кандидатура Дудина была сразу одобрена, в Ижевск были высланы деньги на переезд. Но в разгар строительства арсенала 31 августа 1825 года Семён Емельянович скончался.
Семён Емельянович был похоронен на Нагорном кладбище в Ижевске. Сейчас на этом месте находится стадион «Зенит».
В январе 2018 года сотрудники Национального музея Удмуртской Республики обнаружили надгробную плиту с могилы Семёна Дудина и перенесли её в музей.

## Постройки в Ижевске
- Главный корпус Ижевского оружейного завода
- Здание Арсенала оружейного завода
- Горная школа
- Троицкая церковь
- Александро-Невский собор
- Дворец А. Ф. Дерябина (1808, не сохранился)
- Дом З. О. Лятушевича (ныне на ул. В. Сивкова, 1807)
- Дом С. Жерехова (ныне на ул. Советской, 1807)
- 10 казённых домов для оружейных мастеров (1808—1813, не сохранились)[12].

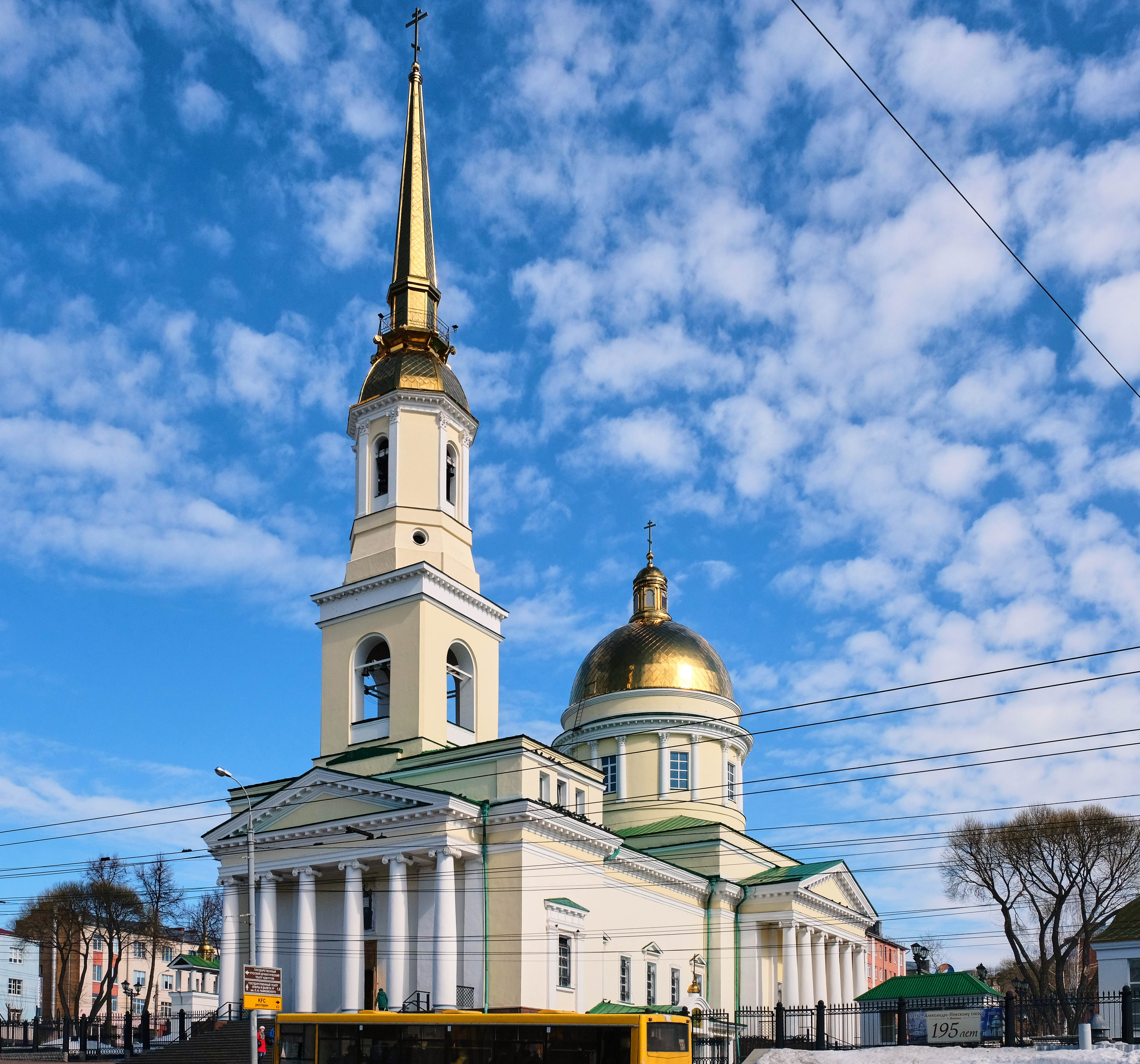
Александро-Невский собор
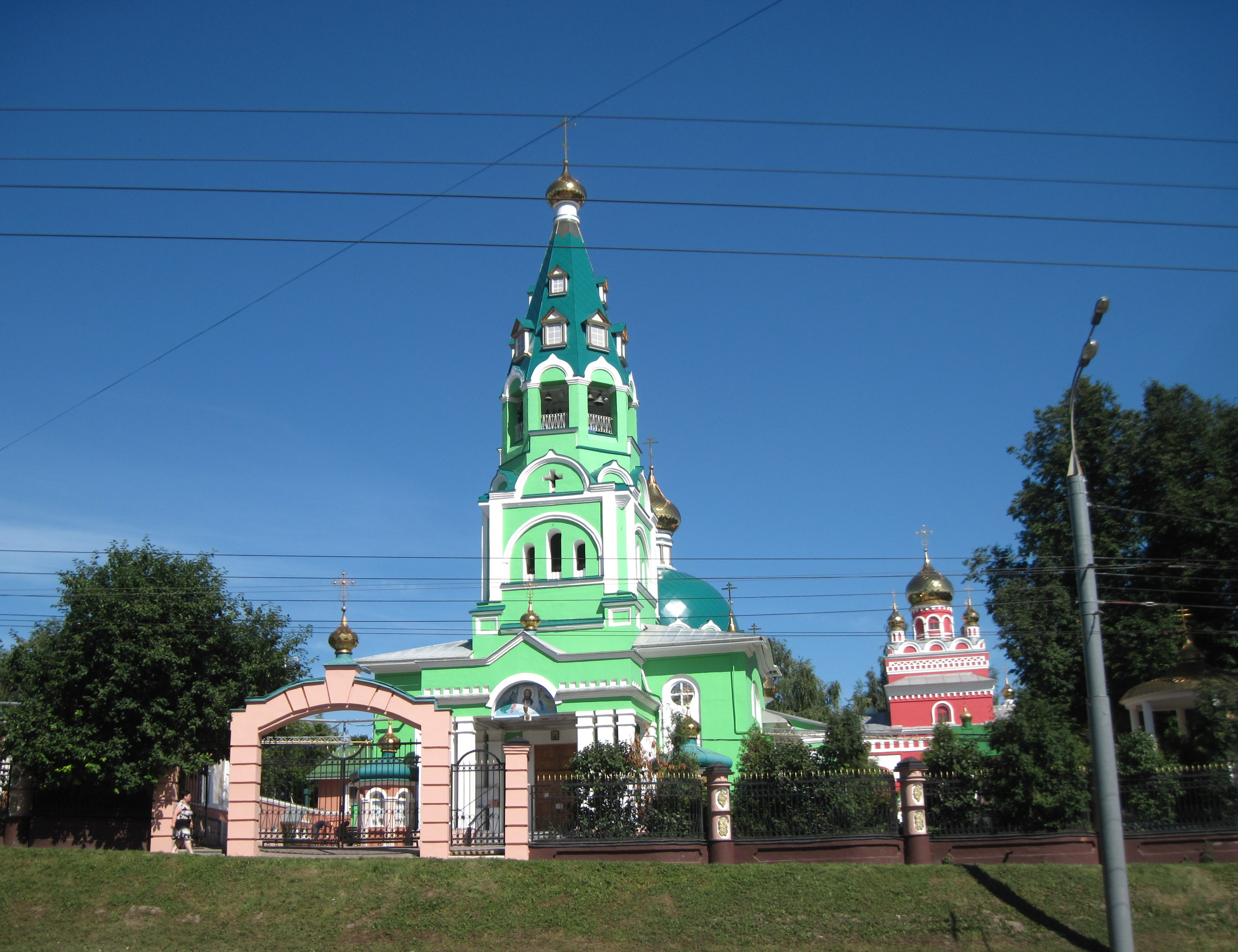
Троицкая церковь
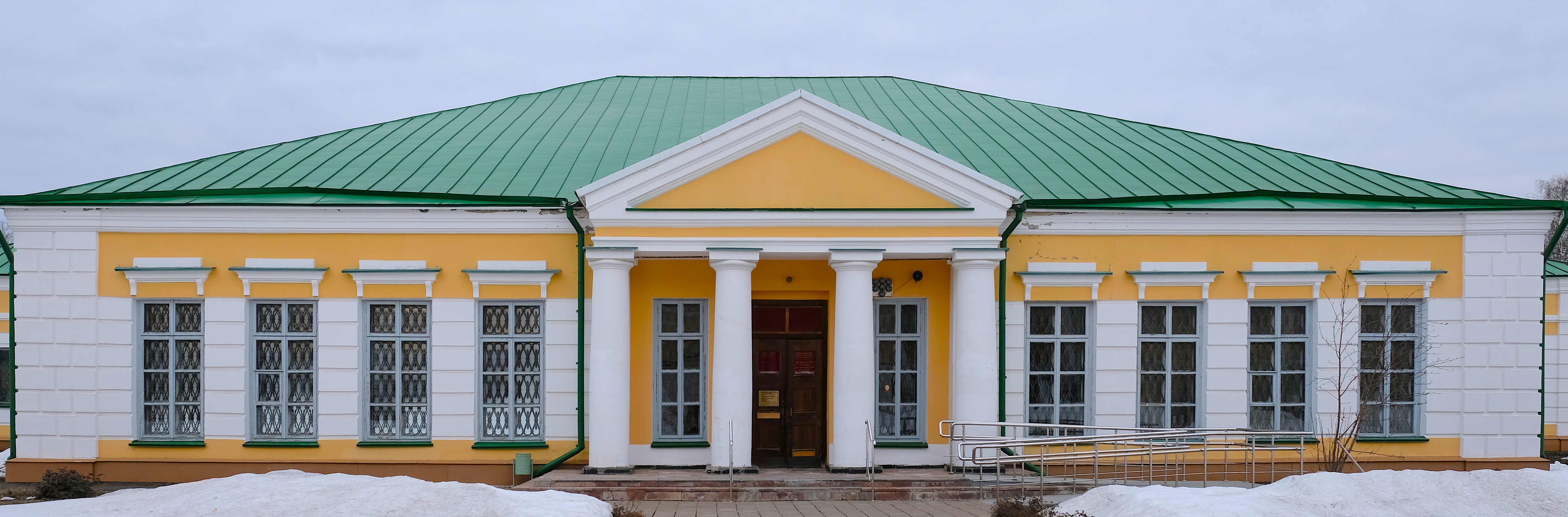
Арсенал оружейного завода
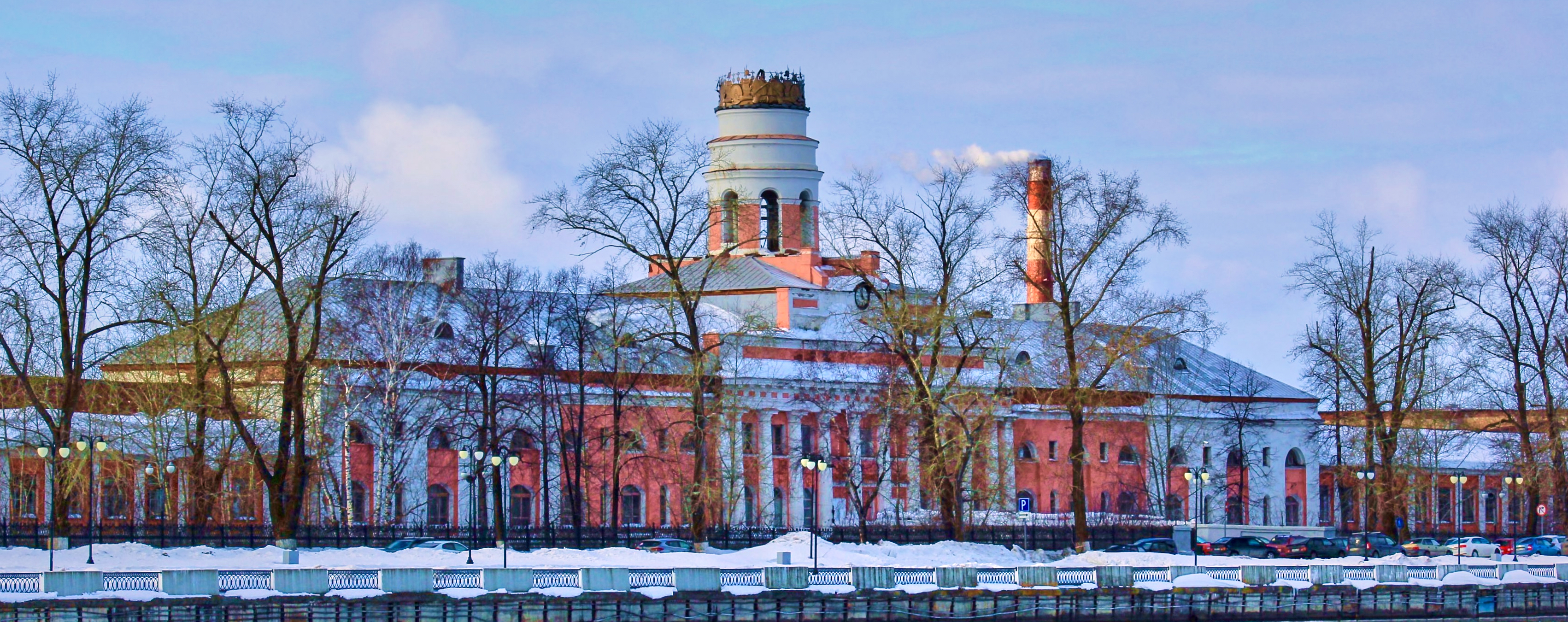
Главный корпус Ижевского оружейного завода

## Память
- 4 апреля 1988 года по решению Ижевского горсовета имя С. Е. Дудина было присвоено восточной набережной Ижевского пруда[16].